# Hana Takahashi
Hana Takahashi (高橋 はな, Takahashi Hana, Kawaguchi, 19 februari 2000) is een Japans voetbalster die als verdediger speelt bij Urawa Reds.

## Clubcarrière
Takahashi begon haar carrière in 2018 bij Urawa Reds.

## Interlandcarrière
Takahashi nam met het Japans nationale elftal O17 deel aan het WK onder 17 in 2016. Japan behaalde zilver op het wereldkampioenschap. Takahashi nam met het Japans nationale elftal O20 deel aan het WK onder 20 in 2018. Japan behaalde goud op het wereldkampioenschap.
Takahashi maakte op 6 oktober 2019 haar debuut in het Japans vrouwenvoetbalelftal tijdens een vriendschappelijke wedstrijd tegen Canada. Ze heeft 1 interland voor het Japanse elftal gespeeld.

## Statistieken
| Japans vrouwenvoetbalelftal | Japans vrouwenvoetbalelftal | Japans vrouwenvoetbalelftal |
| Jaar                        | Wed.                        | Dlp.                        |
| --------------------------- | --------------------------- | --------------------------- |
| 2019                        | 1                           | 0                           |
| Totaal                      | 1                           | 0                           |